# Joseph and his Brethren (Händel)

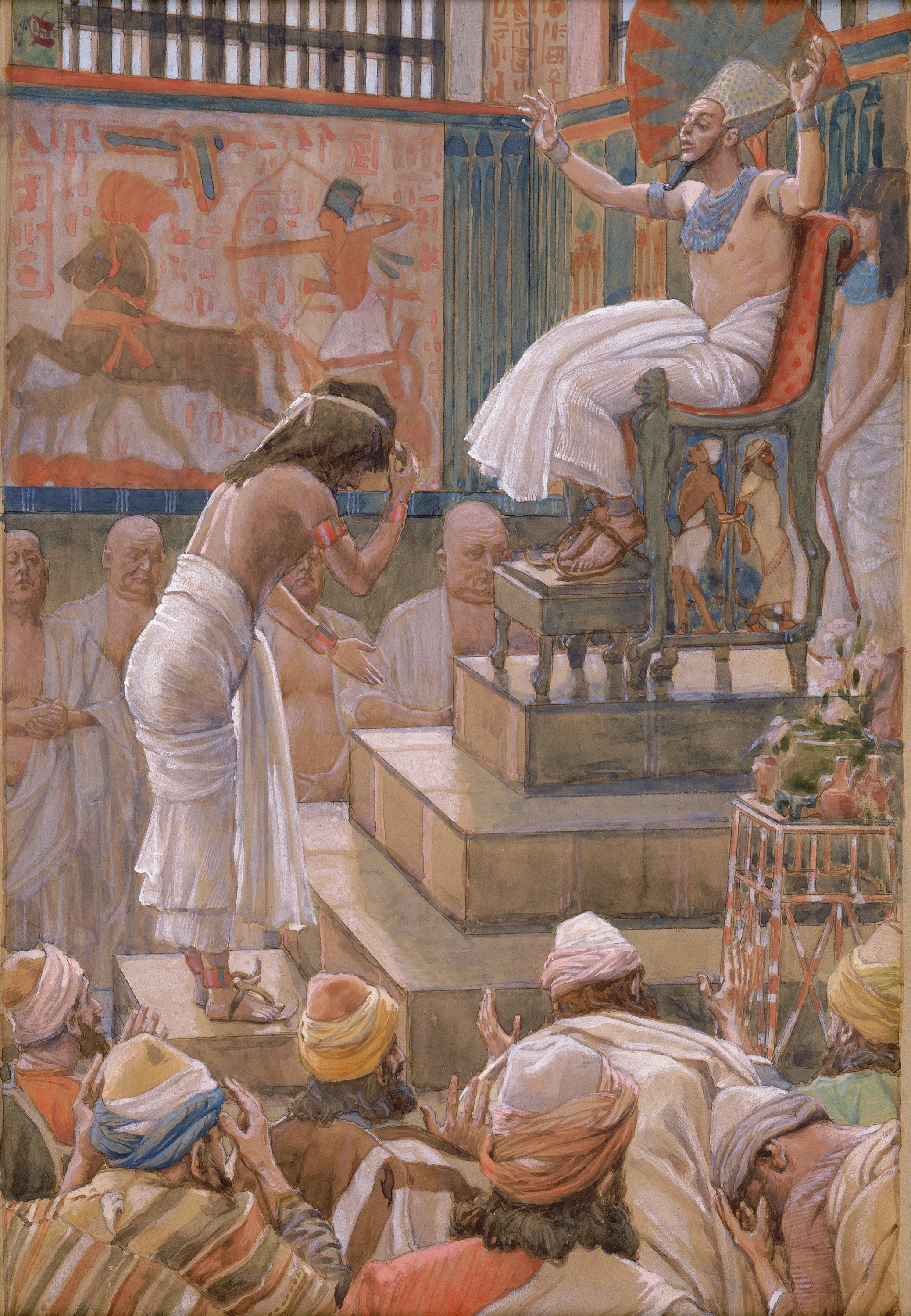
Giuseppe e i suoi fratelli accolti dal Faraone

Joseph and his Brethren (HWV 59) è un oratorio di Georg Friedrich Händel dell'estate 1743, basato su un libretto James Miller. La prima rappresentazione è avvenuta dopo il periodo della quaresima, il 2 marzo 1744 al Covent Garden Theatre con Élisabeth Duparc nel ruolo di Asenath, Esther Young come Phanor, John Beard come Simeon/Judah ed Henry Reinhold come Pharaon/Reuben.

## Storia della composizione
Il libretto è basato sulla storia biblica di Giuseppe che si trova nella Genesi, capitoli 38-45. Il libretto è di difficile lettura senza conoscere bene il contesto di fondo, perché il pubblico degli oratori di Händel aveva molta familiarità con le storie della Bibbia ebraica e avrebbe conosciuto tutta la storia di Joseph come parte del proprio bagaglio culturale. Approfittando di questo, Miller racconta la storia in forma poetica, tralasciando gli eventi e le informazioni di base, il che gli conferisce un aspetto frammentario se viene letto in modo lineare.

## Dramatis personæ
| Ruolo                                                        | Voce                | Cast della prima |
| ------------------------------------------------------------ | ------------------- | ---------------- |
| Faraone, Re dell'Egitto                                      | basso               | Henry Reinhold   |
| Joseph, un Ebreo                                             | controtenore        | Daniel Sullivan  |
| Reuben, Fratello di Joseph                                   | basso               | Henry Reinhold   |
| Simeon, Fratello di Joseph                                   | tenore              | John Beard       |
| Judah, Fratello di Joseph                                    | tenore              | John Beard       |
| Benjamin, Fratello di Joseph                                 | soprano voce bianca | Samuel Champness |
| Potiphera, Alto Sacerdote di On                              | contralto           | sconosciuto      |
| Asenath, Figlia dell'Alto Sacerdote                          | contralto           | Élisabeth Duparc |
| Phanor, Capo dei servi del faraone, poi assistente di Joseph | contralto           | Esther Young     |
| Coro di Egiziani, Fratelli ed Ebrei                          |                     |                  |

## Trama
La storia (ma non l'oratorio) inizia quando gli undici fratelli di Joseph, gelosi perché il loro padre Giacobbe ama Joseph più di tutti loro, lo sequestrano e lo vendono come schiavo, raccontando al loro padre che stato mangiato dalle belve. I mercanti di schiavi portano Giuseppe in Egitto, dove diviene un servo nella casa di Putifarre, capitano delle guardie del faraone. Essendo un buon servitore, Joseph alla fine riesce ad essere il capo dei servi di casa. La moglie di Putifarre attratta da Joseph, tenta di sedurlo, ma lui la respinge. A causa di questo, lei lo accusa di farle delle avances e viene imprigionato. Mentre è in carcere, Joseph interpreta i sogni di due dei suoi compagni di prigione, entrambi servi in casa del faraone. Uno di loro, Phanor, gli promette di aiutarlo a liberarsi dalla prigione non appena sarà ripristinato nella sua posizione nella reggia del faraone, ma se ne dimentica e passano diversi anni.

### Atto 1

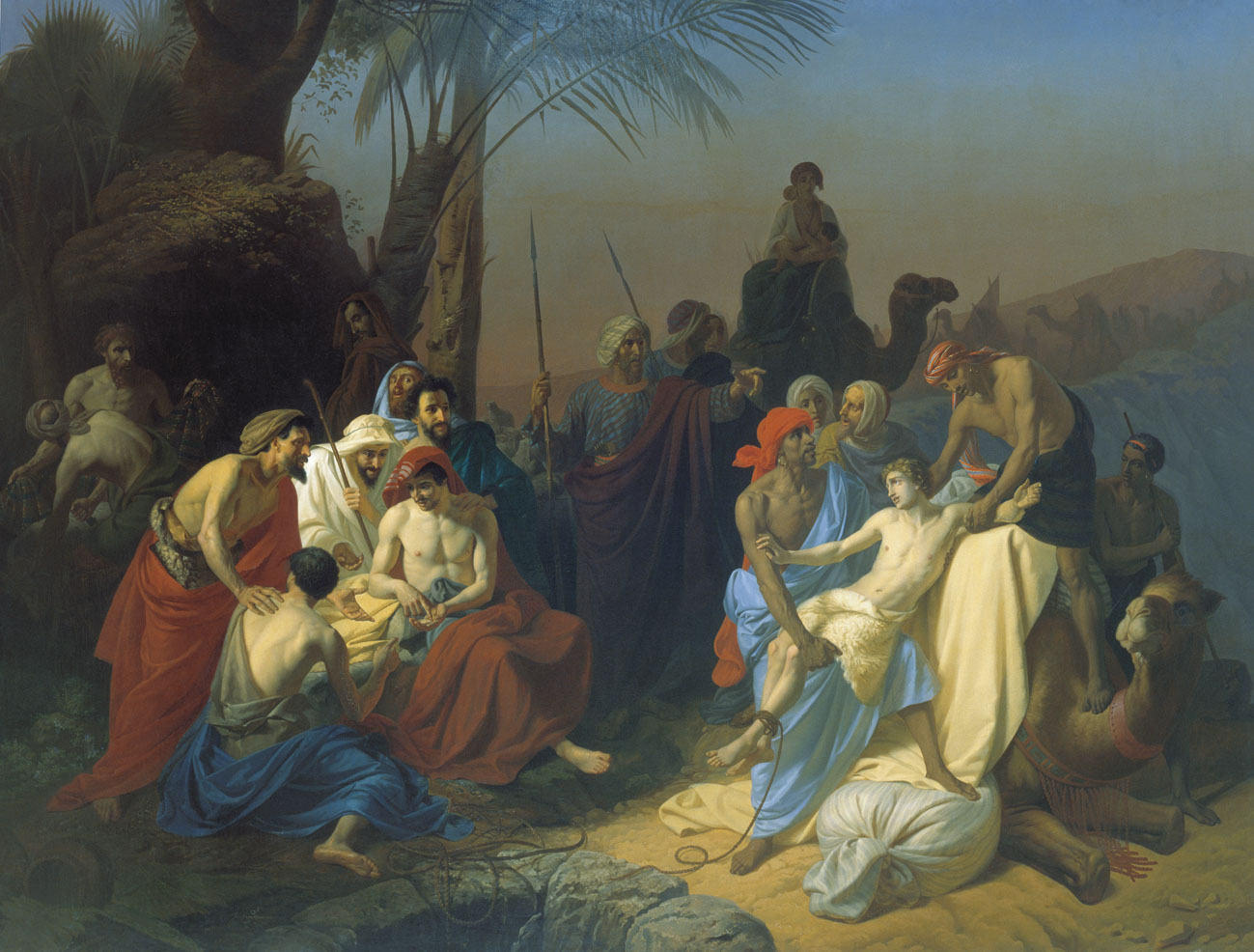
I figli di Giacobbe vendono suo fratello Giuseppe

Il primo atto si apre con Joseph che si lamenta del suo destino nella vita, abbandonato e in carcere. Il Faraone è stato turbato da sogni che nessuno può interpretare per lui, e Phanor si ricorda di Joseph e lo fa venire. Joseph compare davanti al Faraone e, invocando Geova, interpreta i suoi sogni: gli dice che i sogni predicono 7 anni di abbondanza seguiti da 7 anni di carestia e che il Faraone dovrebbe conservare il cibo durante il periodo di abbondanza per quando verrà il tempo della carestia. Nel frattempo, Asenath, figlia del sommo sacerdote Potiphera, si innamora del giovane Joseph. Il Faraone si rallegra dell'interpretazione di Joseph e lo promuove a suo primo ministro per sorvegliare che il cibo venga messo da parte. Lo nomina "Zaphnath", e gli offre la mano di Asenath in matrimonio.
Dopo che Joseph ha salvato con saggezza il cibo, durante i sette anni di abbondanza, la carestia ha inizio. Dato che in Egitto c'è una grande quantità di cibo, le persone vengono da lontano per l'acquisto di grano per sostituire la propria mancata produzione. Tra questi ci sono i fratelli di Joseph, che non lo riconoscono (anche se lui li riconosce). Li accusa di essere delle spie e ordina loro di lasciare uno di loro, Simeon, qui in carcere, mentre loro vanno a casa e di tornare con il loro fratello più giovane Benjamin (che non era venuto la prima volta).

### Atto 2
Un anno dopo Simeon ancora langue in carcere e la sua paura e il senso di colpa per aver tradito Joseph gli tortura il cervello. Joseph approfitta di questa ironia drammatica e manipola Simeon in modo che si senta in colpa per averlo abbandonato. Quando i suoi fratelli tornano con Benjamin, essi nuovamente si lamentano del loro caso per la situazione della loro patria in Canaan e allora Joseph vende loro il grano e li manda indietro per la loro strada. Non menzionato nel libretto, Joseph organizza le cose per riavere una coppa d'argento di sua proprietà, che era nascosta tra cose di Benjamin.

### Atto 3
Joseph ha ordinato alle guardie egiziane di raggiungere e catturare i fratelli e riportarli indietro; li accusa quindi di aver rubato la coppa. Giocando fino in fondo sul senso di colpa e sul dramma, chiede di mantenere Benjamin come prigioniero per vedere se i fratelli lo abbandoneranno come avevano fatto tanti anni prima. I fratelli supplicano perché il loro padre nel perdere un altro figlio più giovane sarebbe morto di crepacuore e Simeon si offre al posto di Benjamin. I fratelli hanno superato la prova di Joseph, che si rivela come il loro fratello da tempo perduto. Tutti cantano lodi a Dio e al loro paese, l'Egitto, che Joseph ha così gloriosamente gestito e Joseph e i suoi fratelli si stabiliscono in questa terra felice.